# Berberis barbeyana
Berberis barbeyana là một loài thực vật có hoa trong họ Hoàng mộc. Loài này được C.K.Schneid. mô tả khoa học đầu tiên năm 1905.